# 八幡和郎
八幡 和郎（やわた かずお、1951年9月 - ）は、日本の通産官僚、評論家、文筆家、歴史作家。徳島文理大学教授。

## 経歴
滋賀県大津市出身。1975年、通商産業省入省。
入省同期に、太田房江、石田徹、三本松進、藤田昌央など。
入省後は官費留学生として、フランス国立行政学院に1980年から2年間留学する。在職中から論壇で盛んに執筆し、「朝まで生テレビ」に出演するなど、通産省の論客として知られる存在だった。
国土庁長官官房参事官、通産省大臣官房情報管理課長を経て、アジア経済研究所総務部次長を最後に1997年に退官。1998年の滋賀県知事選挙への出馬が取り沙汰されたが実現しなかった。
松下政経塾特別研究員を経て、2004年、徳島文理大学教授に就任。
2000年、2004年の2度にわたって、大津市長選挙に出馬するが落選。
2016年の民進党代表選挙に立候補した参議院議員蓮舫の二重国籍疑惑を、アゴラ、夕刊フジで追及した。

### 年譜
- 1970年（昭和45年） - 滋賀県立膳所高等学校卒業。
- 1975年（昭和50年） - 東京大学法学部卒業[3]。
- 1975年（昭和50年） - 通商産業省入省、生活産業局総務課配属。
- 1978年（昭和53年） - 国土庁地方振興局総務課企画係長。
- 1980年（昭和55年） - フランス国立行政学院 (ENA) 留学（人事院在外研究員）。ジュルス県庁[どこ?]、工業省、フランス電力、クレディ・リヨネ銀行（Crédit Lyonnais）にて行政研究。
- 1982年（昭和57年） - 通産省立地公害局工業用水課長補佐。
- 1984年（昭和59年） - 生活産業局住宅産業課長補佐。
- 1985年（昭和60年） - 沖縄総合事務局企画調整課長。
- 1987年（昭和62年） - 通産省大臣官房法令審査委員。
- 1988年（昭和63年） - 工業技術院国際研究協力課長。
- 1990年（平成2年） - パリ・日本貿易振興機構産業調査員。
- 1993年（平成5年） - 通産省通商政策局北西アジア課長（韓国・中国・インド等を担当）。
- 1994年（平成6年） - 国土庁長官官房参事官。
- 1996年（平成8年） - 通産省大臣官房情報管理課長。
- 1997年（平成9年） - アジア経済研究所総務部次長を最後に退官。
- 2000年（平成12年） - 大津市長選挙に出馬、落選。
- 2004年（平成16年） - 大津市長選挙に再度出馬、落選。4月より徳島文理大学教授に就任（現職）

## 主張

### 歴史
- 江戸文明の再評価を否定し､「江戸時代の日本は現代の北朝鮮と同じ」という「江戸暗黒史観」を主張している[8]。
- 邪馬台国は単なる九州の女酋長のクニであって、のちに畿内の大和王権によって征服され、畿内発祥の天皇家こそが現在の日本の根幹としている。また、神武東征については後世創作説の立場を取る[9]。
- 継体天皇の母の生家は、雄略天皇の母親の実家であるという「記紀」の記述を元に、継体天皇は男系の遠縁、女系の近縁の皇族であるという継体天皇王族説を唱えている。また、この説を含む各天皇の検証から、皇統の万世一系は事実であるとの見解を示している[10]。

### 政治・経済
- コメの聖域化に否定的である[11]。
- 第二次安倍政権の外交を高く評価していたが、アベノミクスには当初から懐疑的で、成否の可能性半ばの「賭け」であるとし、「とりあえず、やってみるという真珠湾攻撃と同じ」「世界の常識に反した一か八かに賭けてみるというのは、わが民族が好きな思考」と述べている[12]。
- TPPについては、日本人は玉砕が好きだから「負けて勝つ」交渉をTPP反対派が認めないと批判している[13]。
- 「日本は農業などのことばかり気にして乗り遅れてしまい、それが経済弱体化の一因である」と述べ、農産物関税が経済連携交渉の足手まといになってきたという立場である[14]。
- ISDS（投資家対国家間の紛争処理解決）条項をアメリカと結んでも問題にはならないと考えている[14]。
- 東日本大震災への対応ぶりが批判されていた元内閣総理大臣の菅直人に関しては、「あの頃の日本の政界には他に適当な人がいなかった」という趣旨の擁護をしている[15]。

## 著作
- 『フランス式エリート育成法――ENA留学記』（中公新書、1984年1月）
- 『「東京集中」が日本を滅ぼす』（講談社、1987年9月）
- 『遷都――夢から政策課題へ』（中公新書、1988年8月）
- 『官の論理』（講談社、1995年11月）
- 『さらば！霞ヶ関』（PHP研究所、1998年3月）
- 『47都道府県うんちく事典―県の由来からお国自慢まで』（PHP文庫、1998年12月、新版2009年1月）
- 『葵の呪縛――日本をダメにする「徳川株式会社」』（同朋舎（角川書店グループ）、2000年3月）
  - 『江戸時代の「不都合すぎる真実」 日本を三流にした徳川の過ち』（PHP文庫、2018年）
- 『東京の寿命』（同朋舎（角川書店）、2000年）
- 『日本の国と憲法第三の選択』（同朋舎（角川書店）、2001年1月）
- 『逃げるな、父親――小学生の子を持つ父のための17条』（中公新書ラクレ、2001年5月）
- 『江戸300藩 県別うんちく話』（講談社+α文庫、2003年6月）
  - 『江戸300藩 読む辞典』（講談社+α文庫、2015年8月） 増補版
- 『図解雑学 性格がわかる!県民性』（ナツメ社、2004年1月）
- 『江戸三〇〇藩 最後の藩主 うちの殿様は何をした?』（光文社新書、2004年3月 / 光文社文庫、2011年1月）
- 『江戸の殿さま全600家 創業も生き残りもたいへんだ』（講談社+α文庫、2004年8月）
- 『江戸三〇〇藩 バカ殿と名君 うちのさまは偉かった？』（光文社新書、2004年10月）
- 『お国がら人間学 47都道府県』（幻冬舎 2005年1月）
  - 『47都道府県別人物列伝 ふるさとの偉人、奇人、有名人』（講談社+α文庫、2007年8月）
- 『日本全10,000市町村うんちく話 戦後から平成大合併まで』（講談社+α文庫、2005年3月）
- 『お世継ぎ―世界の王室・日本の皇室』（平凡社、2005年10月 / 文春文庫、2007年12月）、改訂版
- 『アメリカもアジアも欧州に敵わない―「脱米入欧」のススメ』（祥伝社新書、2005年12月）
- 『戦国大名県別国盗り物語 我が故郷の武将にもチャンスがあった!?』（PHP新書、2006年）
- 『日本の百名城 失われた景観と旅の楽しみ』（ベスト新書、2006年）
- 『歴代総理の通信簿 間違いだらけの首相選び』にPHP新書、2006年8月）
- 『47都道府県地名うんちく大全』（平凡社新書、2006年11月）
- 『歴代知事三〇〇人 日本全国「現代の殿さま」列伝』（光文社新書、2007年5月）
- 『歴代天皇列伝 日本人なら知っておきたい「国家の歴史」』（PHP研究所、2008年6月）
  - 『令和日本史記 126代の天皇と日本人の歩み』（ワニブックス、2019年5月）、増補版
- 『小説伝記 上杉鷹山』（PHP研究所、2008年11月）
- 『江戸雄藩 殿様たちの履歴書―上杉・島津・山内など25大藩から見えるもう一つの日本史』（日本文芸社〈日文新書〉、2009年）
- 『本当は恐ろしい江戸時代』（ソフトバンク新書、2009年2月）
- 『県民性の不思議 地元の人しか知らない話』（中経出版・中経の文庫、2009年）
- 『47都道府県の関ケ原 西軍が勝っていたら日本はどうなった』（講談社+α新書、2009年）
- 『大商人の金言』（三笠書房・知的生きかた文庫、2009年）
- 『本当は偉くない? 歴史人物 日本を動かした70人の通信簿』（ソフトバンク新書、2009年10月）
- 『藩史物語1 薩摩・長州・土佐・佐賀』（講談社、2009年12月）
- 『藩史物語2 松山・彦根・会津・米沢 松山藩が真の"佐幕"の総大将』（講談社、2010年4月）
- 『坂本竜馬の「私の履歴書」』（ソフトバンク新書、2010年3月）
- 『純金争奪時代 金に群がる投資家たちの思惑』（角川SSC新書、2010年3月）、亀井幸一郎名義
- 『本当は謎がない「古代史」』（ソフトバンク新書、2010年11月）
- 『世界の国名地名うんちく大全』（平凡社新書、2010年12月）
- 『愛と欲望のフランス王列伝』（集英社新書、2010年12月）
- 『本当はかなり偉い？ この国の総理たち』（ソフトバンク新書、2011年4月）
- 『47都道府県の戦国 お姫様の野望』（講談社、2011年5月）
- 『[完全解説]なるほど!中国史』（PHP研究所、2011年8月）
- 『皇位継承と万世一系に謎はない』（扶桑社新書、2011年9月/Kindle版、2012年9月）
  - 『誤解だらけの皇位継承の真実』（イースト新書、2018年）、増補版
- 『本当はスゴい国？ ダメな国？ 日本の通信簿』（ソフトバンク新書、2011年10月）
- 『世襲だらけの政治家マップ』（廣済堂新書、2011年10月）
- 『松下政経塾が日本をダメにした』（幻冬舎、2012年2月）
- 『本当は間違いばかりの「戦国史の常識」』（ソフトバンク新書、2012年4月）
- 『本当は謎がない「幕末維新史」 幕府再生はなぜ失敗したのか?』（ソフトバンク新書、2012年9月）
- 『地方維新vs.土着権力 〈47都道府県〉政治地図』（文春新書、2012年10月）
- 『世界の国名地名うんちく大全』（平凡社新書、2012年11月）
- 『「会津の悲劇」に異議あり：日本一のサムライたちはなぜ自滅したのか』（晋遊舎新書、2012年11月 ）
- 『本当は誤解だらけの「日本近現代史」：世界から賞賛される栄光の時代』（ソフトバンク新書、2013年1月）
- 『世界の王室うんちく大全』（平凡社新書、2013年6月）
- 『本当は面白い「日本中世史」：愛と欲望で動いた平安・鎌倉・室町時代』（ソフトバンク新書、2013年7月）
- 『日本史が面白くなる「地名」の秘密』（歴史新書、2013年11月）
- 『江戸全170城 最期の運命 幕末の動乱で消えた城、残った城』（イースト・プレス、2014年4月）
- 『世界史が面白くなる国名・地名の秘密』（歴史新書、2014年）
- 『吉田松陰名言集 思えば得るあり学べば為すあり』（宝島SUGOI文庫、2014年10月）、図版解説
- 『領土問題は「世界史」で解ける』（宝島社、2014年）
- 『最終解答 日本古代史』（PHP文庫、2015年2月）
- 『日本を超一流国にする長州変革のDNA』（双葉新書、2015年2月）
- 『日本史が面白くなる京都の「地名」の秘密』（歴史新書、2015年3月）
- 『本当は分裂は避けられない？中国の歴史』（SB新書、2015年4月）
- 『「領土」の世界史」（祥伝社新書、2015年）
- 『誤解だらけの平和国家・日本』（イースト新書、2015年）
- 『政界名門一族の査定表』（宝島社、2015年）
- 『歴史ドラマが100倍おもしろくなる 江戸300藩 読む辞典』（講談社+α文庫、2015年）
- 『デジタル鳥瞰 47都道府県庁所在都市』（講談社、2015年）
- 『戦国大名 県別国盗り物語』（PHP文庫、2015年）
- 『誤解だらけの韓国史の真実』（イースト新書、2015年）
- 『最終解答 日本古代史 神武東征から邪馬台国、日韓関係の起源まで』（PHP文庫、2016年）
- 『最終解答 日本近現代史 幕末から平成までの歴史論争を一刀両断』（PHP文庫、2016年）
- 『消えた都道府県名の謎』（イースト新書、2016年）
- 『蓮舫「二重国籍」のデタラメ』（飛鳥新社、2016年）
- 『最強の世界史』（扶桑社新書、2017年）
- 『最強の日本史』（扶桑社新書、2017年／扶桑社文庫、2021年）
- 『最強の韓国史』（扶桑社新書、2018年）
- 『最強の中国史』（扶桑社新書、2018年）
- 『男系・女系からみた皇位継承秘史』（洋泉社歴史新書、2017年）
- 『捏造だらけの韓国史：レーダー照射、徴用工判決、慰安婦問題だけじゃない』（ワニブックス、2019年）
- 『「日本国紀」は世紀の名著かトンデモ本か』（ぱるす出版、2019年）
- 『365日でわかる世界史―世界200カ国の歴史を「読む事典」』（清談社Publico、2020年）
- 『日本人のための英仏独三国志 世界史の「複雑怪奇なり」が氷解』（さくら舎、2020年）
- 『日本人がコロナ戦争の勝者となる条件』（ワニブックス、2020年）
- 『アメリカ大統領史100の真実と嘘』（扶桑社新書、2020年）
- 『日本史が面白くなる　47都道府県県庁所在地誕生の謎』（光文社知恵の森文庫、2020年）
- 『日本人のための日中韓興亡史』（さくら舎、2021年）
- 『365日でわかる日本史―時代・地域・文化、3つの視点で「読む年表」』（清談社Publico、2021年）
- 『日本の総理大臣大全』（プレジデント社、2022年）
- 『世界史が面白くなる首都誕生の謎』（光文社知恵の森文庫、2022年）
- 『家系図でわかる日本の上流階級　この国を動かす「名家」「名門」のすべて』（清談社Publico、2022年）
- 『安倍さんはなぜリベラルに憎まれたのか』（ワニブックス、2022年）
- 『日本の政治「解体新書」　世襲・反日・宗教・利権、与野党のアキレス腱』（小学館新書、2022年）
- 『民族と国家の5000年史　文明の盛衰と戦略的思考がわかる』（育鵬社、2023年）

### 監修
- 『ビジュアル版 最後の藩主』（光文社、2004年11月）
- 『戦国武将の通知表』（宝島社、2007年3月、同文庫、2008年7月）
- 『幕末藩主の通知表』（宝島社、2007年9月、同文庫、2008年9月）
- 『武士語でござる』（ベストセラーズ、2008年6月）
- 『江戸藩主の通知表』（PHP、2010年6月）
- 『戦国大名の通知表』（PHP、2010年12月）

ほか多数

### 共著
- 『京都のナゾ?意外な真実! 京都人も本当のことを知らない』（CDI共著、日本実業出版社、2005年）
- 『江戸三〇〇年「普通の武士」はこう生きた 誰も知らないホントの姿』（臼井喜法共著、ベスト新書、2005年）
  - 『江戸三〇〇年「普通の武士」はこう生きた 図解版』（ワニ文庫、2011年4月）
- 『「日本の祭り」はここを見る』（西村正裕共著、祥伝社新書、2006年11月）
- 『「平成の三〇〇藩」世襲代議士家系列伝 首相候補の条件は、代議士の子供で親が早死にすること』（吉田健一共著、小学館、2007年7月）
- 『『篤姫』と島津・徳川の五百年 日本でいちばん長く成功した二つの家の物語』（八幡衣代共著、講談社文庫、2007年12月）
- 『47都道府県の名門高校―藩校・一中・受験校の系譜と人脈』（CDI共著、平凡社新書、2008年3月）
- 『アメリカ大統領の通信簿』（米国政治研究会共著、PHP研究所、2008年12月）
- 『京都の流儀 人生と仕事を豊かにする知恵』（CDI共著、PHP研究所、2010年6月）
- 『浅井三姉妹の戦国日記〜姫たちの夢』（八幡衣代共著、文春文庫、2010年10月）
- 『井伊直虎と謎の超名門「井伊家」』（八幡衣代共著、講談社+α文庫、2016年11月）
- 『47都道府県政治地図』（新世紀政経研究所共編著、啓文社書房、2018年）
- 『令和太閤記　寧々の戦国日記』（八幡衣代共著、ワニブックス、2022年8月）
- 『英国王室と日本人 華麗なるロイヤルファミリーの物語』（篠塚隆共著、小学館、2023年4月）

## 出演

### テレビ
- 情報ライブ ミヤネ屋（読売テレビ）水曜日パネリスト
- 愛川欽也のパックインジャーナル（朝日ニュースター）コメンテーター
- 朝まで生テレビ!（テレビ朝日）
- バイキング（フジテレビ系列）